# Javier Mauricio Delgado
Javier Mauricio Delgado Martínez (Cali Valle del Cauca, 30 de marzo de 1973) Es un abogado y magíster en derecho Constitucional, se desempeñó como Senador de la República de Colombia por el Partido Conservador Colombiano. en el año 2021 en reemplazo temporal de la senadora Nadia Blel.  Cuenta con una experiencia de más de 25 años en el sector público. 
Fue elegido Presidente de la Comisión Séptima del Senado y Presidente del bloque parlamentario del Valle del Cauca.

## Biografía
El Senador y exconcejal de Cali es abogado de la Seccional Cali de la Universidad Libre (Colombia) con maestría en Derecho Constitucional. En las Elecciones legislativas de 2014 fue elegido Senador de la República con 82.987 sufragios.
Durante su trayectoria política se ha destacado en cargos como concejal de Cali, en el período 2008-2011 y senador de la República por el Partido Conservador en el período 2014-2016 donde se destacó por tramitar proyectos a favor de la salud, el medio ambiente, la creación de zonas especiales del Distrito Especial y Portuario de Buenaventura, la recreación el deporte y aprovechamiento del tiempo libre entre otros.

### Estudios
- Abogado de la Universidad Libre de Santiago de Cali
- Magíster en Derecho Constitucional de la Universidad Libre de Santiago de Cali.

## Vida pública
- Presidente de la Junta de Acción Comunal del Barrio La Rivera de Santiago de Cali
- Miembro del Directorio Municipal del Partido Conservador Colombiano de Santiago de Cali, Periodo 2005 – 2007 y Vicepresidente del mismo en el año 2006
- Concejal de Santiago de Cali por el Partido Conservador, Periodo 2008 – 2011
- Senador de la República por el Partido Conservador, Periodo 2014 – 2018.
- Miembro Directorio Nacional Conservador, Periodo 2014 – 2016.
- Senador de la República por el Partido Conservador, en reemplazo temporal de la senadora Nadia Blel Scaff, desde el 17 de junio de 2021 al 17 de octubre de 2021